# Rabulist
|  | Wiktionary har en ordboksartikel om rabulist. |

En rabulist (av tyska Rabulist 'lagvrängare', till latin rabula 'skrikhals') är en hetsig radikal orosstiftare i politiska sammanhang; det kan röra sig om en agitator, en advokat eller en politiker. Ordet var vanligt i Sverige under tidigt 1800-tal.
Rabulism innebär en politisk åskådning som främst kännetecknas av tro på förändring genom omstörtande verksamhet. Uttrycket finns även i adjektivisk form rabulistisk, "som tyder på rabulism". Jan Myrdal har regelbundet i press och övrig media benämnts vara en rabulist.